# István Kovács
István Kovács (Carei (Rumania), 16 de septiembre de 1984) es un árbitro de fútbol rumano internacional desde 2010 y arbitra en la Liga I.

## Torneos de selecciones
Ha arbitrado en los siguientes torneos de selecciones nacionales:
- Ronda Élite a la Eurocopa Sub-19 2010
- Clasificación al Campeonato Europeo Sub-17 de la UEFA 2012
- Clasificación para la Eurocopa Sub-21 de 2013
- Clasificación para el Campeonato Europeo de la UEFA Sub-19 2013
- Clasificación de UEFA para la Copa Mundial de Fútbol de 2014
- Clasificación para el Campeonato Europeo de la UEFA Sub-19 2014
- Campeonato Europeo de la UEFA Sub-19 2014
- Clasificación para la Eurocopa Sub-21 de 2015
- Clasificación para la Eurocopa Sub-21 de 2017
- Clasificación de UEFA para la Copa Mundial de Fútbol de 2018
- Liga de las Naciones de la UEFA 2018-19
- Eurocopa Sub-21 de 2019 en Italia y San Marino
- Clasificación para la Eurocopa 2020
- Copa Mundial de Fútbol Sub-17 de 2019 en Brasil[2][3]
- Eurocopa 2024 en Alemania

## Torneos de clubes
Ha arbitrado en los siguientes torneos de internacionales de clubes durante varios años:
- UEFA Europa League
- Liga de Campeones de la UEFA
- Liga Juvenil de la UEFA